# Lorne Holland Bouchard
Lorne Holland Bouchard, né le 19 mars 1913 et mort en 1978 à Montréal est un artiste peintre et illustrateur québécois.

## Biographie
George Lorne Holland Bouchard est né à Montréal, Québec et a commencé à dessiner très jeune à Douglastown, Gaspé. Quand Bouchard avait seize ans, son travail fut exposé au Musée des beaux-arts de Montréal par l'intermédiaire de l'Académie royale canadienne. Il a fréquenté la Barnes School et s'est formé auprès de Wilfred M. Barnes, ainsi que de l'École des Beaux-Arts. Dans sa jeunesse, il fut également grandement influencé par Clarence Gagnon et Maurice Cullen.
Bouchard a reçu des commandes pour des couvertures de magazines et des peintures d'entreprise, mais sa véritable passion était pour ses beaux-arts. Au cours de sa carrière, Bouchard a voyagé dans l'Arctique, aux États-Unis, au Mexique et en Europe, mais il est surtout connu pour ses sujets canadiens tels que les scènes de rue, les ports et les paysages de l'Ontario et du Québec, particulièrement des Laurentides et de Gaspé.
Lorne Bouchard travaillait presque exclusivement à l'huile et peu importe la rigueur du climat, il peignait toujours ses paysages à l'extérieur et terminait ses tableaux en une seule séance. Robert Genn remercie chaleureusement Lorne Bouchard de lui avoir donné des conseils essentiels sur la nécessité de peindre en plein air au lieu de trop se fier aux photos et aux studios. Des éléments de réalisme et d’impressionnisme sont combinés dans le travail de Bouchard, ce qui lui confère un style unique qui n’est jamais cliché.
Bouchard devient associé de l'Académie royale canadienne en 1943 (ARCA) et membre à part entière en 1962 (RCA). Il était également membre de l'Association des arts de Montréal. Son travail a été présenté dans des expositions du RCA et du MBAM des années 1930 aux années 1960. Aujourd'hui, son travail se retrouve au Musée des beaux-arts du Canada, ainsi qu'au MBAM et au MNBAQ.

## Œuvres
- Les Éboulements, Québec, Galerie d'art de l'Alberta
- Décembre, Oka, Québec, Art Gallery of Greater Victoria
- Village gaspésien, Collection d’œuvres d'art, Université de Montréal
- Première Neige, Cap-aux-Corbeaux, avant 1947, Musée national des beaux-arts du Québec
- La Maison Gaul à Gaspé, avant 1947, Musée national des beaux-arts du Québec
- Pluie légère et brume, Lac Carré, 1959, Musée des beaux-arts de Montréal
- L'Université de Montréal, Collection d’œuvres d'art, Université de Montréal[4]
- Maurice Cullen, 1978, Musée national des beaux-arts du Québec